# بابریوس

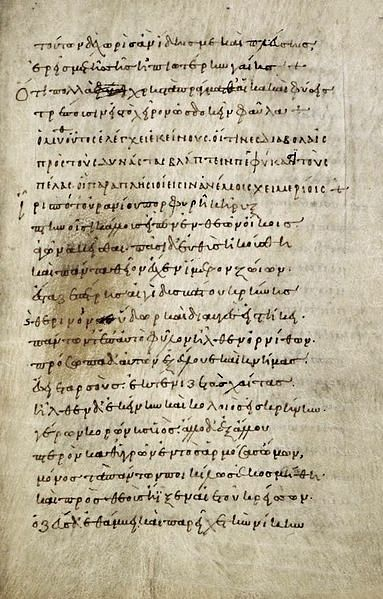
نسخه خطی افسانه‌های بابریوس

بابریوس (به یونانی: Βαβρίας) شاعر، نویسنده و گردآورندهٔ افسانه‌های یونانی سدهٔ دوم میلادی بود. اطلاعات زیادی در مورد بابریوس وجود ندارد به جز اینکه او به گردآوری داستان‌ها و افسانه‌های ازوپی پرداخت و آنها را به نثر درآورد. تقریباً بیشتر این آثار از دست رفته‌اند و تنها ۱۲۳ مورد از آنها در سال ۱۸۴۱ میلادی در نزدیکی کوه آثوس در یونان پیدا شد.